# The Six Arms Saga
The Six Arms Saga (рус. Сага о шести руках) — сюжетная арка, написанная Стэном Ли и Ройем Томасом, нарисованная Гилом Кейном и изданная компанией Marvel Comics в комиксе The Amazing Spider-Man #100-102 в 1971 году. В арке впервые появляется Морбиус.

## Сюжет
Питер Паркер больше не хочет быть Человеком-пауком, так как чувствует, что его альтер эго приносит ему одни страдания. Капитан Джордж Стейси умер в его руках, его дочь и девушка Питера Гвен Стейси винит Человека-паука в смерти своего отца, а Гарри Озборн, лучший друг Питера, стал наркоманом. Питер решает: «Чтобы Питер Паркер продолжал жить, Человек-паук должен умереть!»
Он создаёт химическую сыворотку, которая должна будет положить конец его паучьим силам. Питер выпивает её и засыпает; во сне он встречает своих заклятых врагов и одновременно чувствует сильную боль. Проснувшись, он видит, что сыворотка не уменьшила его паучьи силы, а наоборот увеличила: у Питера выросли четыре руки.
После этого он посещает Доктора  Курта Коннорса, единственного друга, к которому он может обратиться со своей проблемой. У него он сражается с вампиром Морбиусом. Из-за перенапряжения Курт превращается в Ящера. В итоге Человек-паук и Ящер создают антидот, который вновь делает их нормальными. 

## Коллекционная значимость
Выпуски The Amazing Spider-Man #100 и 101 обладают высокой коллекционной значимостью, так как #100 является юбилейным выпуском, а в #101 впервые появился Морбиус. Выпуск #100 в качестве 9.8 из 10 в августе 2011 года был продан за 1,673$, а
#101 в качестве 9.6 из 10 в мае 2011 года был продан за 1,165.13$.

## Другие версии

### Ultimate Marvel
В Ultimate Саге о клонах присутствует клон Человека-паука с шестью руками и другими физическими особенностями, присущими настоящему пауку. Также вариантная обложка комикса Ultimate Spider-Man #100 основана на обложке The Amazing Spider-Man #100.

### What If…?
В выпуске  What If…? (Vol. 2) #42 рассказывается о том, что было бы, если бы у Человека-паука осталось шесть рук. В нём выясняется, что мутация Питера постоянна. Человек-паук становится кумиром инвалидов, легко побеждает своих врагов, спасает Гвен Стейси от смерти и побеждает Венома, появившегося после Тайных войн.

## Вне комиксов

### Телевидение
- Сюжет арки был использован в мультсериале 1994 года «Человек-паук» — он частично лёг в основу 2 сезона «Неогенный кошмар».

### Кино
- В фильме Человек-паук: Нет пути домой Можно увидеть шестирукого Человека-паука  рядом с Крейвеном охотником конце фильма когда разлом мультивселенной окончательно выходит из-под контроля.